# سازمان کشورهای حوزه کارائیب
سازمان کشورهای حوزهٔ کارائیب (Association of caribbean states-ACS- آکس) موافقت نامه مؤسس آکس در ۲۴ ژوئیه ۱۹۹۴ در کارتاخنا (کلمبیا) توسط اعضای جامعه کارائیب (در ۴ ژوئیه ۱۹۷۳ بین ۱۵ کشور) و اعضای گروه ۳ (جی-۳ / در سال ۱۹۹۳ بین کشورهای کلمبیا، مکزیک و ونزوئلا ایجاد شده‌است. این موافقتنامه حذف موانع تعرفه ای و غیر تعرفه ای می‌باشد) و ۹ کشور دیگر منطقه منعقد شده‌است.

## اعضا
این انجمن در حال حاضر ۲۵ عضو دارد.

## اهداف
1. ارتقاء همکاری اقتصادی و وحدت منطقه ای
2. حفظ محیط زیست به ویژه محیط زیست دریای کارائیب
3. ایجاد همکاری در بخش‌های انرژی، حمل و نقل، علوم و فناوری و تعلیم و تربیت و فرهنگ

## ساختار
1. گردهمایی سران دولت‌ها: مهم‌ترین رکن آکس است؛ با هدف تصویب سیاست‌ها و راهبردهای کلی
2. شورای وزراء: اتخاذ تصمیمات از طریق کنسانسوس جهت تشریح اقدامات و سیاست‌های آکس
3. کمیته ویژه
4. دبیرخانه

## عملکرد
در اولین اجلاس سران آکس در سال ۱۹۹۵، توجه خاصی به فعالیت در قلمروهای گردشگری و تجارت و حمل و نقل شده‌است، همچنین آثار شوم تحریم اقتصادی کوبا از سوی آمریکا مورد بحث قرار گرفته‌است.
در دومین گردهمایی آکس در سال ۱۹۹۹، بسیاری اعلامیه و برنامه‌ها مورد تصویب قرار گرفتند. گردشگری قلمرویی است که در آن بیشترین پیشرفت ایجاد شده‌است. همچنین با توجه خاص به مسئله موافقت نامه‌های تجاری در مورد تعرفه‌های ترجیحی، این امر منجر به ایجاد نظام «تعرفه ترجیحی کارائیب» (CPT) شده‌است.
پس از خارج شدن از یوغ استعمار و استقلال سیاسی کشورهای حوزه کارائیب، سازمان‌هایی جهت همکاری‌های منطقه ای بین آنها شکل گرفت، ازجمله:
الف: اتحادیه مبادله آزاد کشورهای کارائیب.
ب) بازار مشترک کارائیب (کاریکوم)

## اتحادیه مبادله آزاد کشورهای کارائیب
این اتحادیه با انعقاد معاهده ای در اول مه ۱۹۶۸ بین کشورهای باربادوس، بلیز، ترینیداد و توباگو، جامائیکا، گرنادا و گویان (جرج تاون) و چند جزیره کوچک دیگر مانند: آنتیگوا، آنگویلا، دومینیکا، سنت لویسا، سنت وینسنت و مونته سرات، ایجاد شد.
در قلمرو این معاهده، مرزهای گمرکی به‌طور کامل برداشته شد؛ و جهت ادغام اقتصادی، فعالیت‌های جمعی از قبیل: ایجاد بانک منطقه ای، هماهنگی در حمل و نقل هوایی، برنامه‌های مشترک صنعتی و غیره، اتخاذ شده‌است.

## بازار مشترک کارائیب (کاریکوم)[۴]
این اتحادیه با انعقاد معاهده ای در ۴ ژوئیه ۱۹۷۲ بین کشورهای باربادوس، ترینیداد و توباگو، جامائیکا و گویان به وجود آمد.
هدف اتحادیه ادغام اقتصادی کشورهای منطقه است. در کنار این اتحادیه یک مؤسسه عالی نیز هب نام «بانک توسعه» که در ژوئیه ۱۹۷۳ تأسیس شده، فعالیت می‌کند.
در حال حاضر بازار مشترک کارائیب دارای ۱۳ عضو به قرار زیر می‌باشد:
باربادوس، آنتیگوا، باهاماس، بلیز، ترینیداد و توباگو، جامائیکا، سنت کیتس و نویس، سنت لوسیا، سنت وینسنت، گرنادا، گرانادین، گویان و مونته سرات.
ج) سازمان کشورهای شرق کارائیب

## اعضا
هفت کشور کوچک شرق کارائیب یعنی: آنتیگوا، دومینیکا، سنت کیتس و نویس، سنت لویسا، سنت وینسنت، گرنادا و مونته سرات، که جمعیت آنها از پانصد هزار نفر در سال ۱۹۹۰ تجاوز نمی‌کرد، با انعقاد معاهده ای در مه ۱۹۸۱ سازمان مذکور را به وجود آوردند. هدف این سازمان، توسعه اقتصادی کشورهای شرق کارائیب است.